# Низовка (Пензенская область)
Низовка — село Каменского района Пензенской области России, входит в состав Головинщинского сельсовета.

## География
Село расположено на берегу реки Шуварда в 5 км на северо-восток от административного центра сельсовета села Головинщино и в 20 км на север от райцентра города Каменки.

## История
Основано в первой половине XVIII в. генералом А.М. Головиным при ручье Низовке, впадающем в Шуварду. В 1795 г. в селе 122 двора крестьян, находившихся на оброке и плативших по 3 рубля с ревизской души в год. Перед отменой крепостного права – в составе «Блиновской вотчины» Марии Васильевны Нарышкиной. В Низовке у помещицы 571 ревизская душа крестьян, у них 110 дворов на 66 десятинах усадебной земли, 271 тягло (повинности отбывали смешанно – барщина и оброк, с окладной души или земельного участка платили по 7 руб. в год, кроме того по 3 руб. на подати и прочие расходы), у крестьян 2358 дес. пашни, 152 дес. сенокоса и 127 дес. выгона, у помещицы – 1062 дес. удобной земли, в том числе леса и кустарника 790 дес. Крестьяне вотчины в целом обрабатывали 1077 дес. барской пашни, сад и огород, возили хлеб к местам продажи, убирали 100 дес. сенного покоса, охраняли лес, хлеб и все строения помещицы, доставляли все материалы для господских построек. В 1876 г. построена каменная церковь во имя Введения в храм Пресвятой Богородицы. В 1877 г. – в Головинщинской волости Нижнеломовского уезда Пензенской губернии, 180 дворов. В 1896 г. работала земская школа. В 1911 г. – село Головинщинской волости, одна крестьянская община, 316 дворов, 4 церкви, земская школа, паровая и водяная мельницы, 2 кузницы, 2 трактира, 4 лавки.
С 1928 года село являлось центром сельсовета Каменского района Пензенского округа Средне-Волжской области. С 1931 года — в составе Андреевского сельсовета, с 1935 года село в составе Головинщинского района Куйбышевского края (с 1939 года — в составе Пензенской области). С 1956 года – в составе Каменского района, центральная усадьба колхоза имени Суворова. 22.12.2010 г. Андреевский сельсовет был упразднен, село вошло в состав Головинщинского сельсовета.

## Население
| 1795  | 1864  | 1877  | 1897  | 1911  | 1930  | 1939  |
| ----- | ----- | ----- | ----- | ----- | ----- | ----- |
| 584   | ↗1204 | ↗1441 | ↗1463 | ↗1825 | ↗1968 | ↘1432 |
| 1959  | 1979  | 1989  | 1996  | 2002  | 2010  |       |
| ↘1110 | ↘696  | ↘544  | ↘490  | ↘389  | ↘354  |       |

## Достопримечательности
В селе расположена действующая Церковь Введения во храм Пресвятой Богородицы (1878).